# Pizzo Tambo
Pizzo Tambo är en bergstopp i Schweiz.   Den ligger i regionen Moesa och kantonen Graubünden, i den sydöstra delen av landet, 150 km öster om huvudstaden Bern. Toppen på Pizzo Tambo är 3 279 meter över havet.
Terrängen runt Pizzo Tambo är huvudsakligen bergig. Runt Pizzo Tambo är det glesbefolkat, med 11 invånare per kvadratkilometer.. Närmaste större samhälle är Mesocco, 12,4 km söder om Pizzo Tambo. 
Trakten runt Pizzo Tambo består i huvudsak av gräsmarker.